# Кунка Желязкова
Кунка Желязкова е българска народна певица, е от основателките Държавния ансамбъл за народни песни и танци „Странджа“ в Бургас. Занимава се и със събирането на песни и приказки от Странджанския край.
В продължение на 30 години Желязкова е член на Ансамбъла за народни песни и танци „Филип Кутев“, с който е пяла в някои от най-престижните концертни зали по цял свят. Известна е и с дуетите си със Снежана Борисова, с която изпълняват шопски фолклор. Една от най-известните им песни, „Ой, шопе, шопе“, в аранжимент на Христофор Раданов, е записана за Българското национално радио и бързо се превръща в хит.
Умира на 20 юли 2023 година.